# Южная набережная (Ижевск)
Ю́жная на́бережная (полное имя — Южная набережная Ижевского пруда имени И. Ф. Белобородова) — набережная в Ленинском районе города Ижевска. Проходит по правому берегу Ижевского водохранилища от проезда имени Дерябина до 14-й улицы, связывает центр города с районом Строитель. Нумерация домов ведётся от 14-й улицы. Протяжённость набережной — 2100 метров.

## История
В конце 70-х годов XX века получило развитие новое жилищное строительство на западе Ижевска. В Городке строителей многоэтажные дома стали постепенно вытеснять частную застройку. Ближе к центру города деревянные жилые дома постепенно вытесняли новые промышленные корпуса Ижевского машиностроительного завода, строилось мотоциклетное производство (МСК-14) и другие предприятия. Остро встал вопрос организации транспортного сообщения с новыми жилыми массивами, доставки грузов и людей к промышленным предприятиям. Одним из путей решения этого вопроса было строительство автодороги вдоль южного берега пруда.
Для организации беспрепятственного движения автотранспорта на 14-й улице был сооружён путепровод для пропуска подъездных железнодорожных путей заводов Ижсталь и Ижмаш. Южный конец путепровода соединялся с улицей Телегина, а северный съезд с него переходил в новую автодорогу — Южную набережную.
Сама набережная после сдачи в эксплуатацию состояла из двух встречных проезжих частей семиметровой ширины, разделённых газоном. Кроме того, была построена и пешеходная аллея вдоль берега пруда, отделённая от автомагистрали зелёной зоной. Набережная стала украшением южного берега пруда.
В 2005 году по решению Администрации Ижевска Южной набережной было присвоено имя Ивана Фёдоровича Белобородова — директора Ижевского машиностроительного завода в 1956—1980 годах

### Реконструкция 2012 года
К 2012 году Южная набережная пришла в полную негодность. В связи с этим в июне того же года начался её ремонт. Первоначально в планах мэрии Ижевска была лишь реконструкция проезжей части дороги. Однако после осмотра хода дорожных работ Президентом Удмуртии А. Волковым было решено обновить также и пешеходную часть набережной.
Большая часть работ была завершена в октябре 2012 года. Стоимость ремонта составила 140 миллионов рублей. Южная набережная получила новое дорожное полотно. Разделительный газон между встречными направлениями был убран и заменён металлическим «отбойником». Было установлено новое современное освещение, обновлён газон между тротуаром и проезжей частью. Сами тротуары также изменились: теперь вдоль набережной проходит совмещённая пешеходная- и велодорожка.
В результате реконструкции Южная набережная заметно преобразилась и вновь стала привлекательным местом для прогулок, образовав единую пешеходную зону с проездом Дерябина и обновлённой ранее набережной зодчего Дудина.

## Здания и сооружения
- Дом 1 — водно-моторный центр «Экстрим»
- Дом 3 — ресторан «Pride»[7]

## Общественный транспорт
Южная набережная — одна из крупнейших улиц Ижевска, по которой не проходит ни один маршрут общественного транспорта. Лишь в 2014—2016 гг. в период ремонта моста через реку Иж на проезде Дерябина на Южную набережную был перенаправлен автобусный маршрут № 34. Но и в этот период автобусы проходили через всю набережную без остановки.
На набережной находится городской речной вокзал — пристань Ижевск, от которой в навигационный сезон ходят теплоходы до пристани Воложка.